# Чкалово (Ершовский район)
Чкалово — село Ершовского района Саратовской области, в составе сельского поселения Миусское муниципальное образование.
Основано в 1840 году
Население - 352 (2010)

## История
Основано немецкими переселенцами в 1840 году как дочерняя колония Эрленбах. Также было известно как хутор Базельский, Шмидтский, Базель-Миус-Хутор. Основатели из колоний Базель, Унтервальден и Филиппсфельд. До 1917 года относилось к Миусской волости Новоузенского уезда Самарской губернии.
В советский период - немецкое село сначала Верхне-Караманского (Гнаденфлюрского) района Трудовой коммуны (Области) немцев Поволжья, а с 1922 года - Фёдоровского (Мокроусовского), с 1935 года Гнаденфлюрского кантона АССР немцев Поволжья.
В связи с голодом, прокатившемся по Поволжью в 1921-22 гг., произошло резкое сокращение численности населения в крае. В 1921 году в селе родилось 37 человек, умерли - 67. В 1926 году в селе имелись кооперативная лавка, начальная школа, сельсовет.
В сентябре 1941 года немецкое население было депортировано. Село, как и другие населённые пункты Гнаденфлюрского кантона было включено в состав Саратовской области, впоследствии переименовано в Чкалово.

## Физико-географическая характеристика
Село находится в Низком Заволжье, в пределах Сыртовой равнины, относящейся к Восточно-Европейской равнине, на левом берегу реки Миусс. Высота центра населённого пункта - 68 метров над уровнем моря. Рельеф полого-увалистый. В окрестностях населённого пункта распространены чернозёмы солонцеватые и солончаковые и тёмно-каштановые почвы. Почвообразующие породы - глины и суглинки.
По автомобильным дорогам расстояние до административного центра сельского поселения села Миусс составляет 8,4 км, до районного центра Ершов - 42 км, до областного центра города Саратова - 180 км.
Часовой пояс
Чкалово, как и вся Саратовская область, находится в часовой зоне МСК+1. Смещение применяемого времени относительно UTC составляет +4:00.

## Население
Динамика численности населения по годам:
| 1889 | 1897 | 1910 | 1920 | 1922 | 1923 | 1926 | 1931 |
| ---- | ---- | ---- | ---- | ---- | ---- | ---- | ---- |
| 275  | 428  | 465  | 720  | 883  | 844  | 710  | 916  |

| 2002 | 2010 |
| ---- | ---- |
| 540  | ↘352 |

В 1931 году немцы составляли свыше 99 % населения села.